# Dhimitër Progoni
Dhimitër Progoni (?-1216) was een Albanese edelman uit het adellijk geslacht Progoni. Hij droeg van 1208 tot 1216 de titel prins van de Albanezen en regeerde over het vorstendom Arbër nadat hij zijn broer Gjin opvolgde. Onder heerschappij van Dhimitër wist het vorstendom zijn territoriale hoogtepunt te bereiken.

## Biografie
Dhimitër Progoni was een zoon van Progon, stamvader van de Progoni-dynastie en in 1190 de stichter van de eerste Albanese staat in de geschiedenis, waarna Gjin Progoni in 1198 de heerschappij van Progon opvolgde. Dhimitër volgde zijn broer Gjin in 1208 op. Hij gebruikte de titel prins van de Albanezen en werd zodanig erkend door omliggende rijken. Dhimitër bracht het vorstendom Arbër tot zijn hoogtepunt door te heersen over onder anderen Shkodër, Prizren, Ohrid en Durrës. Dhimitër trouwde met Komnena Nemanjić, dochter van de Servische koning Stefan Nemanjić. Dhimitër overleed in 1216, de heerschappij over Albanië werd opgevolgd door Grigor Kamona.